# Polianthes platyphylla
Polianthes platyphylla är en sparrisväxtart som beskrevs av Joseph Nelson Rose. Polianthes platyphylla ingår i släktet Polianthes och familjen sparrisväxter. Inga underarter finns listade i Catalogue of Life.